# Aeroportul Hiroshima
Aeroportul Hiroshima (IATA: HIJ, ICAO: RJOA) este un aeroport din Mihara, Prefectura Hiroshima, Japonia ce deservește zona Hiroshima. Aeroportul a fost tranzitat în 2023 de 2.591.334 de pasageri. A fost deschis în 29 octombrie 1993 și numit după zona deservită.
Situat la o altitudine de 331 m, aeroportul dispune de 1 pistă. Este operat de Prefectura Hiroshima.

## Infrastructură

### Piste
Aeroportul dispune de o singură pistă. Pista 10/28 are suprafața de asfalt și dimensiunile 3.000 m × 60 m. 